# Vlag van Rumes
De vlag van Rumes is op onbekende datum bij raadsbesluit vastgesteld als de vlag van de Henegouwse gemeente Rumes. De vlag kan als volgt worden beschreven:
Zeven horizontaal banen van wit-rood-wit-zwart-wit-rood-wit, waarbij de rode strepen twee keer dunner zijn dan de andere.
De vlag komt overeen met het vlagontwerp van de Raad van Heraldiek en Vexillologie (Frans: Conseil d’héraldique et de vexillologie). De kleuren van de vlag zijn afkomstig uit het gemeentewapen.